# Гийестр
Гийе́стр (фр. Guillestre, окс. Guilhèstra) — коммуна во Франции, находится в регионе Прованс — Альпы — Лазурный Берег. Департамент коммуны — Верхние Альпы. Главный город кантона Гийестр. Округ коммуны — Бриансон.
Код INSEE коммуны — 05065.

## Население
Население коммуны на 2008 год составляло 2290 человек.
| 1962 | 1968 | 1975 | 1982 | 1990 | 1999 | 2008 |
| ---- | ---- | ---- | ---- | ---- | ---- | ---- |
| 1448 | 1479 | 1466 | 1937 | 2000 | 2211 | 2290 |

## Экономика
В 2007 году среди 1414 человек в трудоспособном возрасте (15—64 лет) 1059 были экономически активными, 355 — неактивными (показатель активности — 74,9 %, в 1999 году было 72,2 %). Из 1059 активных работали 979 человек (526 мужчин и 453 женщины), безработных было 80 (34 мужчины и 46 женщин). Среди 355 неактивных 86 человек были учениками или студентами, 135 — пенсионерами, 134 были неактивными по другим причинам.

## Достопримечательности
- Часовня Сен-Гийом (XI век)
- Башня Эйглие, остатки средневековых валов
- Церковь Нотр-Дам-д’Аквилон, построена между 1507 и 1532 годами
- Термальный источник План-де-Фази
- Часовня Сен-Себастьен-э-Сен-Рош

## Фотогалерея

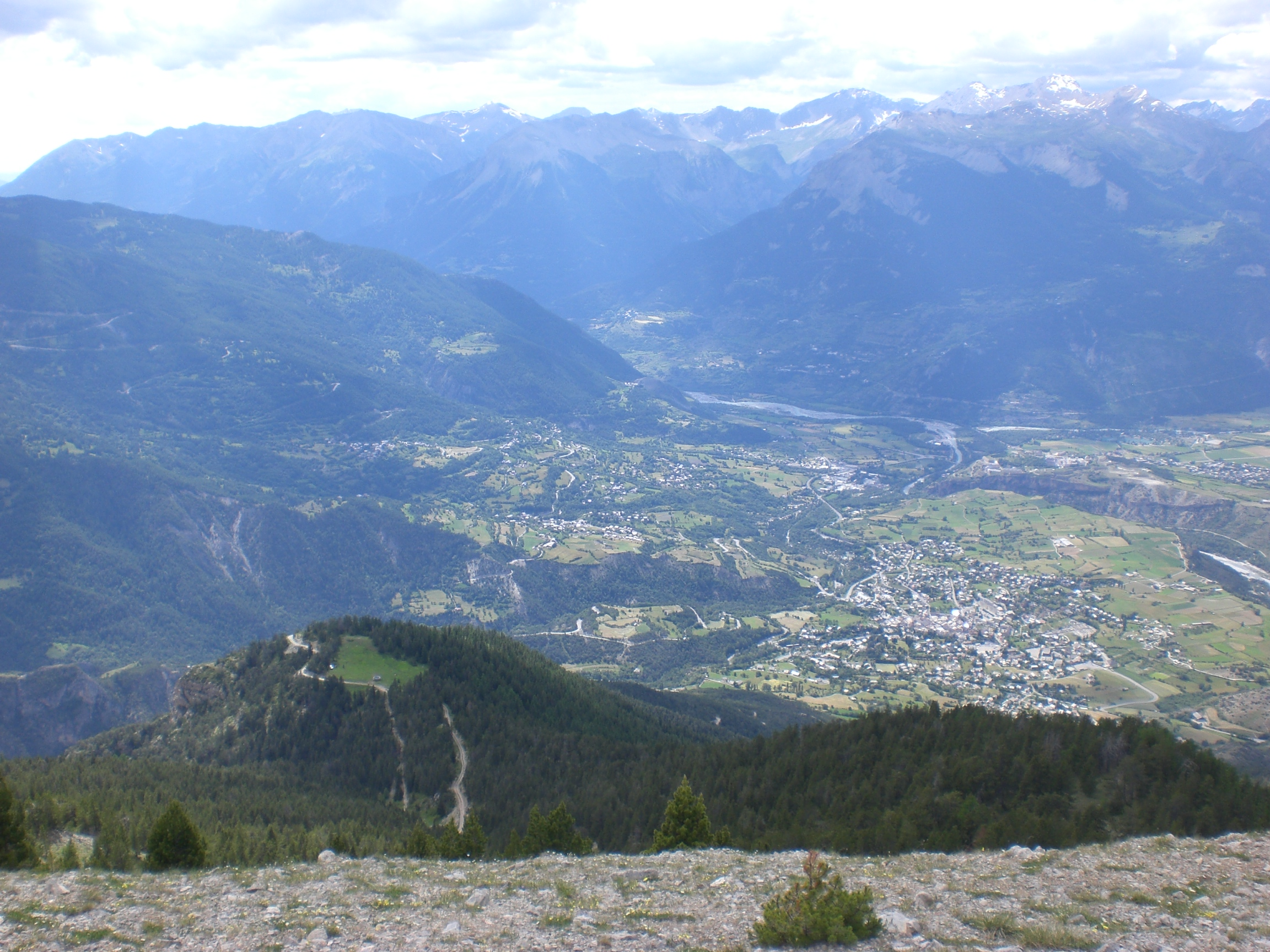
Гийестр
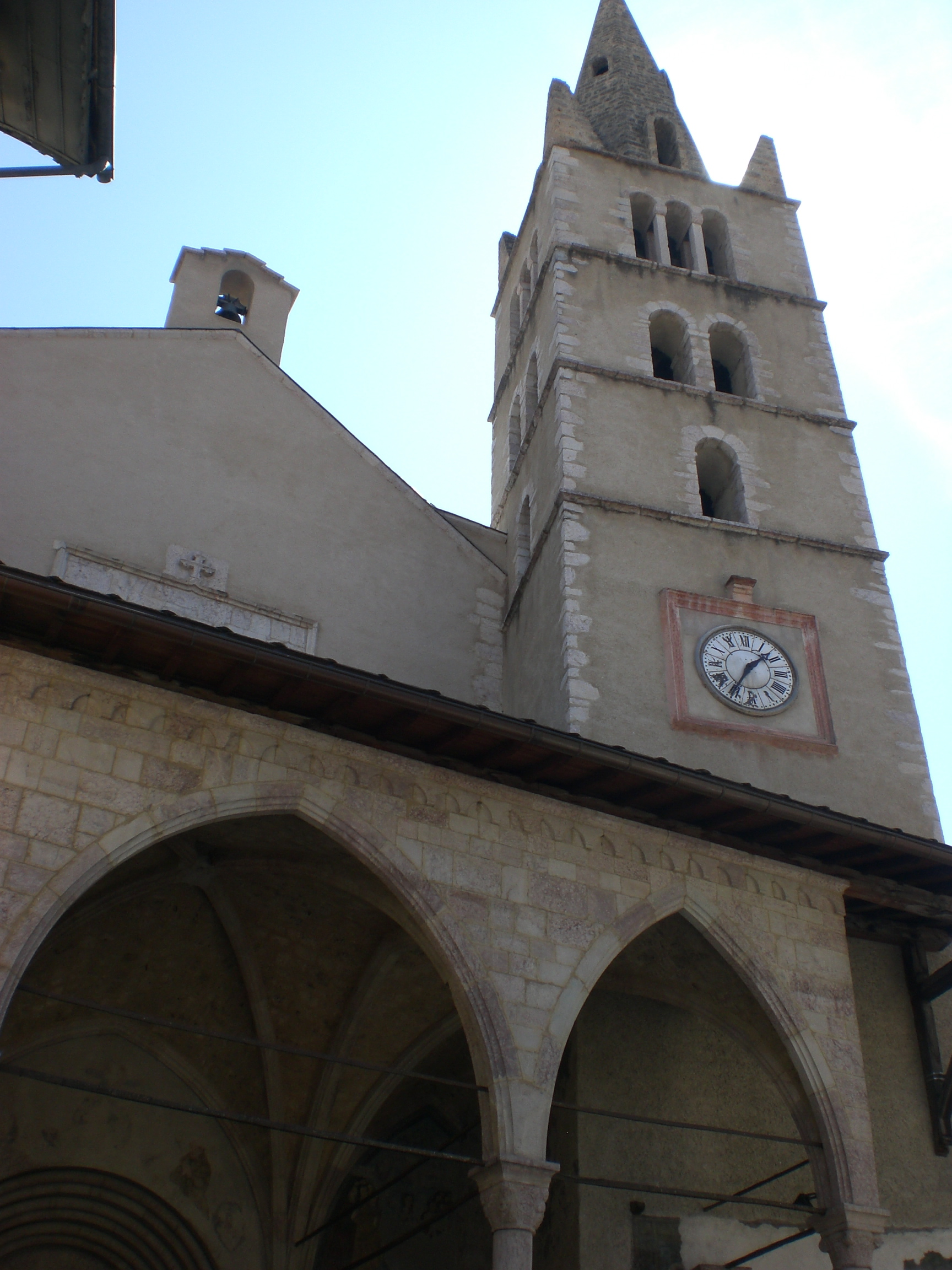
Церковь Нотр-Дам-д’Аквилон
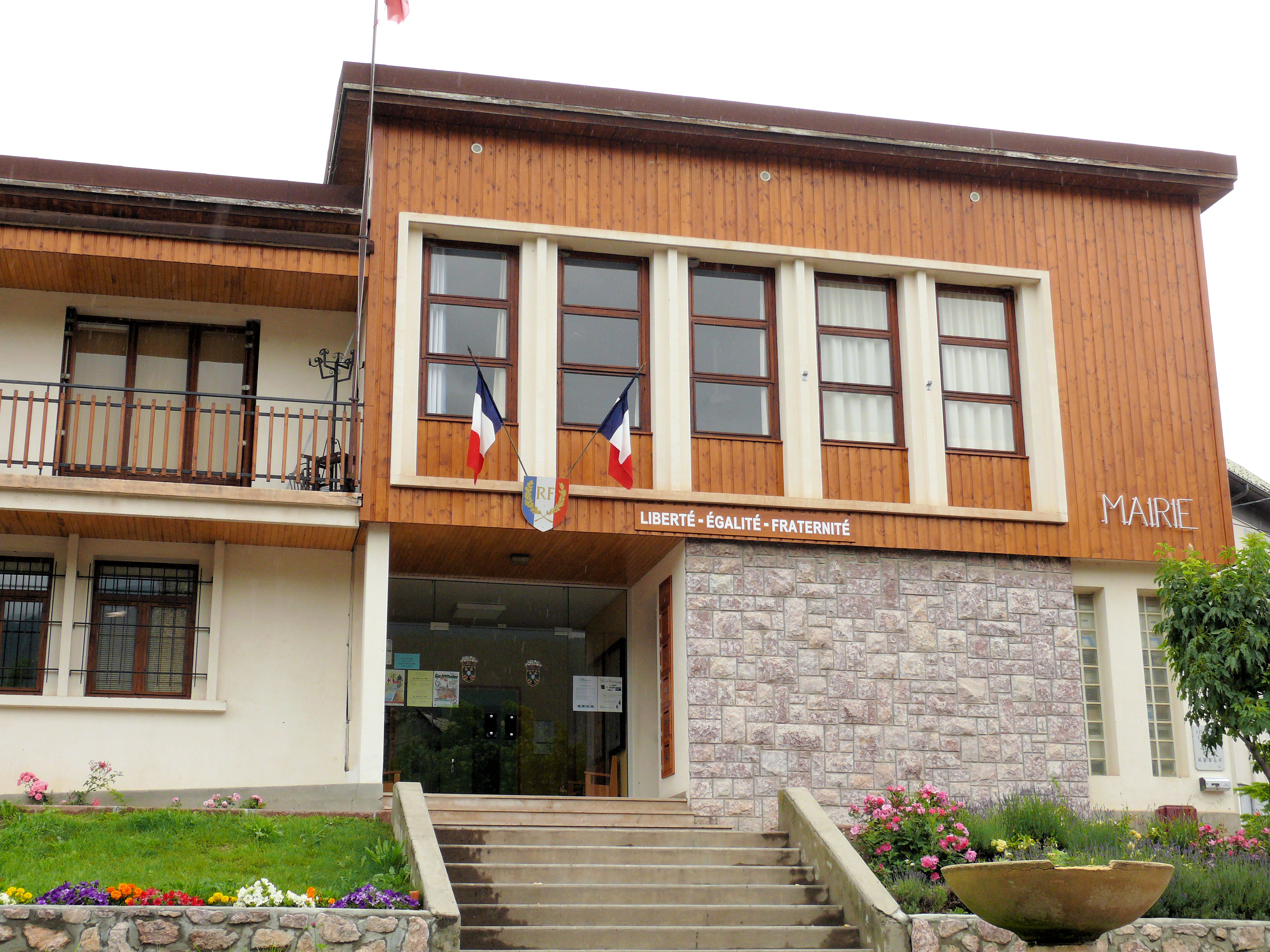
Мэрия
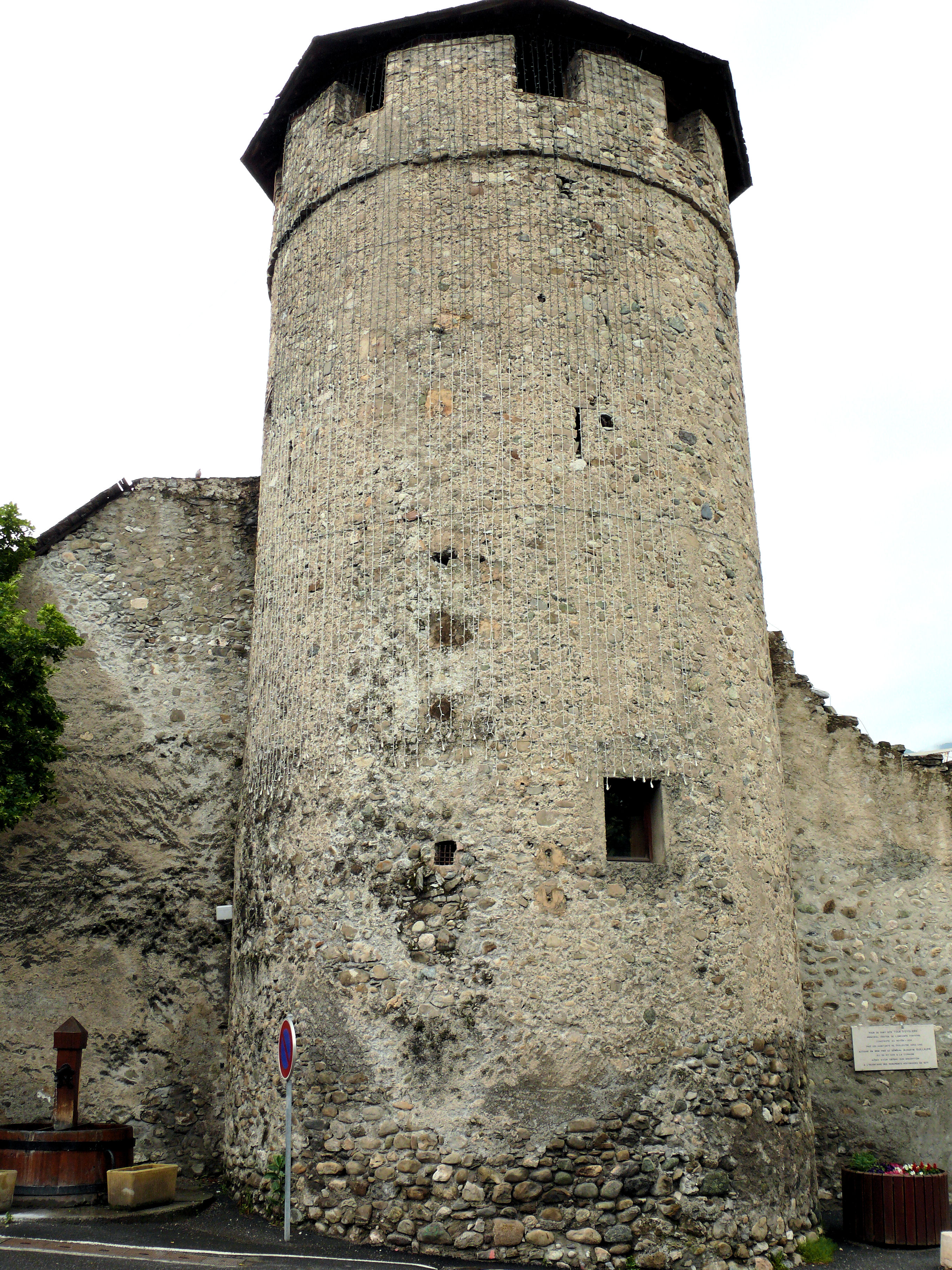
Башня Эйглие